# Gillmeria
Gillmeria is een geslacht van vlinders van de familie vedermotten (Pterophoridae).

## Soorten
- G. armeniaca (Zagulajev, 1984)
- G. macrornis (Meyrick, 1930)
- G. miantodactylus (Zeller, 1841)
- G. ochrodactyla - Zandvedermot Denis & Schiffermüller, 1775
- G. pallidactyla - Lichte zandvedermot (Haworth, 1811)